# Live Show
"Live Show" é o quarto episódio da quinta temporada da série de televisão de comédia de situação norte-americana 30 Rock, e o 84.° da série em geral. O seu enredo foi co-escrito pelos produtores executivos e showrunners Tina Fey e Robert Carlock, enquanto a realização ficou sob a responsabilidade de Beth McCarthy-Miller. A sua transmissão nos Estados Unidos ocorreu ao vivo na noite de 14 de Outubro de 2010 através da rede de televisão National Broadcasting Company (NBC), com execuções separadas para os telespectadores da Costa Oriental e para os da Ocidental. Por entre as participações especiais para o episódio, estão inclusos Matt Damon, Rachel Dratch, Bill Hader, Jon Hamm, Julia Louis-Dreyfus, Chris Parnell, Sue Galloway, Cheyenne Jackson, Mark Kratzer, e Leslie Chiecko.
No episódio, Liz Lemon (interpretada por Fey), argumentista-chefe do The Girlie Show with Tracy Jordan (TGS), fica cada vez mais enfurecida quando ninguém se lembra do seu quadragésimo aniversário. Além disso, pouco tempo antes da gravação ao vivo do TGS, a estrela Tracy Jordan (Tracy Morgan) decide quebrar a sua personagem, muito para o desgosto dos seus colegas de trabalho, especialmente Jenna Maroney (Jane Krakowski). Enquanto isso, Jack Donaghy (interpretado por Alec Baldwin) batalha com as consequências da sua promessa de parar de beber enquanto a sua namorada estiver grávida do seu primeiro filho.
"Live Show" foi referenciado pela primeira vez no acto final de "The Fabian Strategy," quando Liz diz ao seu namorado Carol Burnett (Damon) que voltará a se encontrar com ele a 14 de Outubro. Esta foi uma experiência para a equipa de 30 Rock que, pela primeira vez, filmou com uma configuração de câmara múltipla em frente a uma audiência ao vivo. O episódio foi recebido com opiniões positivas pela crítica especialista em televisão do horário nobre, com a maioria dos elogios sendo atribuídos à ousadia e também à nostalgia que o programa mostrou acerca das características clássicas de comédias de situação. Como uma experiência de televisão ao vivo, os analistas de televisão consideraram-no um sucesso e fizeram comparações a outras experiências de transmissões ao vivo.
De acordo com as estatísticas publicadas pelo serviço de mediação de audiências da Nielsen Media Research, o episódio foi assistido em uma média de 6,701 milhões de domicílios norte-americanos durante sua transmissão original e recebeu a classificação de 3,1 e nove de share no perfil demográfico dos telespectadores na faixa dos dezoito aos 49 anos, uma melhoria ligeira em relação ao número de telespectadores atraídos pela série ao longo da temporada anterior e do início desta temporada.

## Produção e desenvolvimento

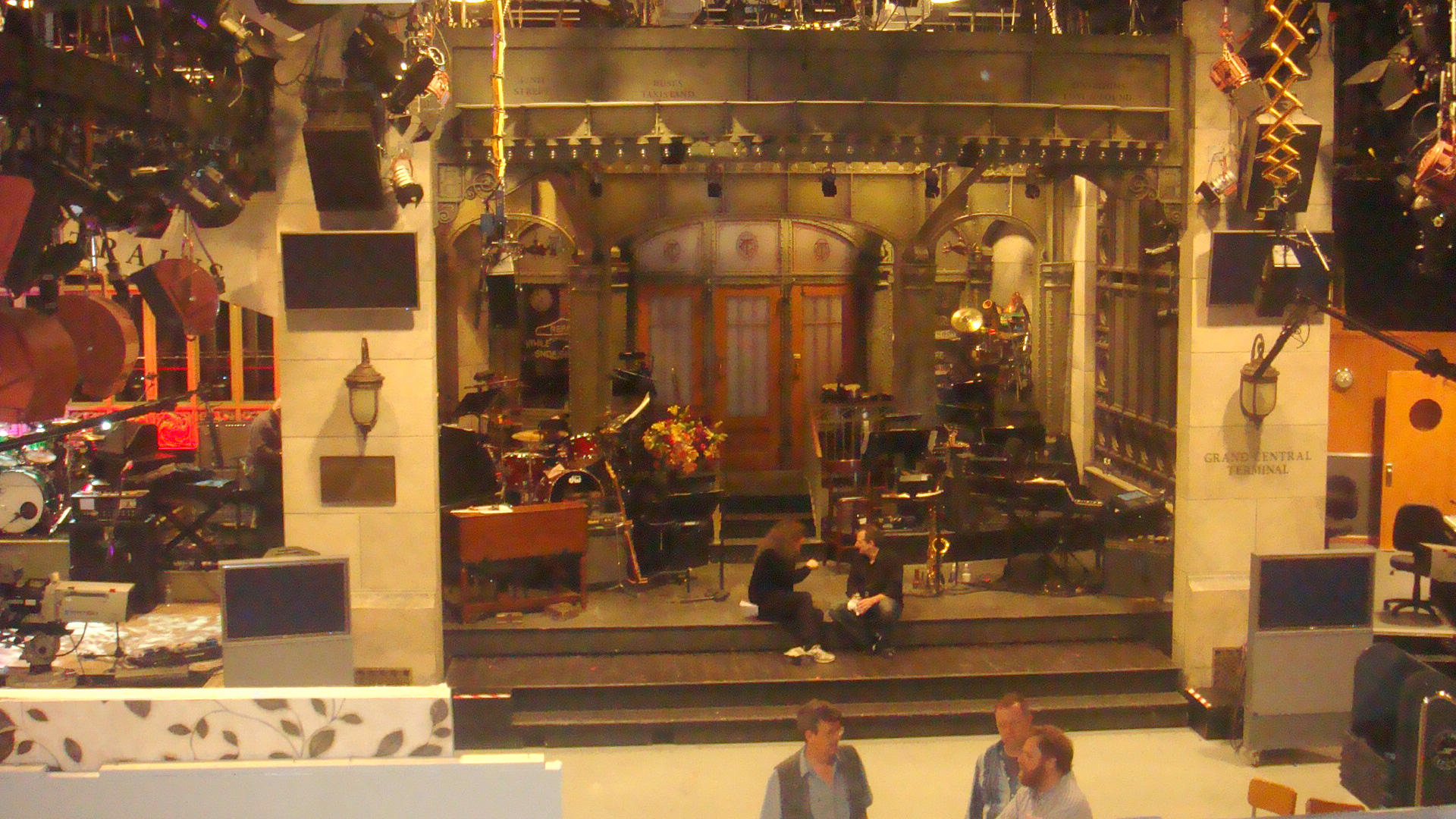
"Live Show" foi filmado ao vivo do Estúdio 8H, local onde o Saturday Night Live (SNL) também é filmado.

"Live Show" é o quarto episódio da quinta temporada de 30 Rock. O seu argumento foi co-escrito por Tina Fey e Robert Carlock, ambos produtores executivos e showrunners do seriado, e foi realizado por Beth McCarthy-Miller. Para Fey, que além de ter criado a série assume ainda as funções de argumentista-chefe e actriz principal, esta foi a sua 23.ª vez a receber um crédito pelo guião de um episódio, enquanto para Carlock, que também é responsável pela produção do programa, foi a sua 17.ª vez. Para McCarthy-Miller, foi o seu quarto crédito de realização em um episódio da série.
A primeira informação sobre a transmissão ao vivo de um episódio da quinta temporada de 30 Rock na noite de 14 de Outubro de 2010 foi revelada pela primeira vez a 30 de Julho pela NBC. A ideia foi originalmente concebida após a greve da Associação de Guionistas dos Estados Unidos (2007-08), quando o elenco desempenhou o episódio "Secrets and Lies" ao vivo por duas vezes no Teatro Upright Citizens Brigade na Cidade de Nova Iorque em apoio à greve. Após a conclusão da greve, os produtores de 30 Rock aproximaram aos executivos da NBC sobre um desempenho ao vivo, tendo chegado a tentar filmá-lo na quarta temporada do seriado. No entanto, como tal não se concretizou, a equipa de guionistas começou a planear uma performance ao vivo para a quinta temporada e esperou até que McCarthy-Miller estivesse disponível para encarregar-se da realização. Fey e Carlock explicaram em argumentos separados que outra motivação por detrás deste episódio foi a experiência profissional de teatro e improvisação do elenco de 30 Rock, inclusive Alec Baldwin, astro principal de 30 Rock que havia participado anteriormente das performances ao vivo para as Costas Oriental e Ocidental do episódio de estreia da oitava temporada de Will & Grace. Segundo Fey a experiência de uma transmissão ao vivo é "muito divertida para sentir o timing diferente de um programa ao vivo, e a resposta do público, 'que você simplesmente não consegue sentir em um programa de câmara única'."
O elenco ensaiou "Live Show" por três dias e fez um ensaio diante de uma plateia ao vivo no próprio dia da exibição. A primeira transmissão do episódio, para a Costa Oriental, viu a música tema a ser interpretada por Jane Krakowski, enquanto na para a Costa Ocidental, foi cantada por Cheyenne Jackson. Os dois também interpretaram-na para prepararem a plateia durante o ensaio. As duas transmissões tiveram outras diferenças de enredo: as letras da música do Dr. Leo Spaceman, Liz Lemon referindo-se a Jonathan (Maulik Pancholy) como uma personagem de Slumdog Millionaire (2008) na transmissão para a Costa Oriental e como a personagem principal de Aladdin (1992) na exibição para a Ocidental, e as legendas da paródia da Fox News. Além disso, o comercial de ficção que apresentou o Dr. Drew Baird é diferente — na primeira emissão, ele recebe um transplante de mão de um homem negro que foi executado, enquanto na segunda, tem a mão de uma mulher.
As transmissões ao vivo de "Live Show" foram editadas em vídeo ao invés de película, alterando a qualidade de vídeo deste episódio em relação da dos outros do seriado. Este aspecto foi questionado por Jack no início de "Live Show," no momento em que pergunta por que tudo se parece como uma "novela mexicana." Ao longo do episódio, as personagens quebraram a quarta parede: o comportamento não profissional de Tracy no decorrer do episódio ao vivo do TGS, as referências de Jack à qualidade do vídeo, a interpretação de Julia Louis-Dreyfus de Liz em sequências de cutaway, e o reaparecimento dos elementos padrão de sitcom no final do episódio.

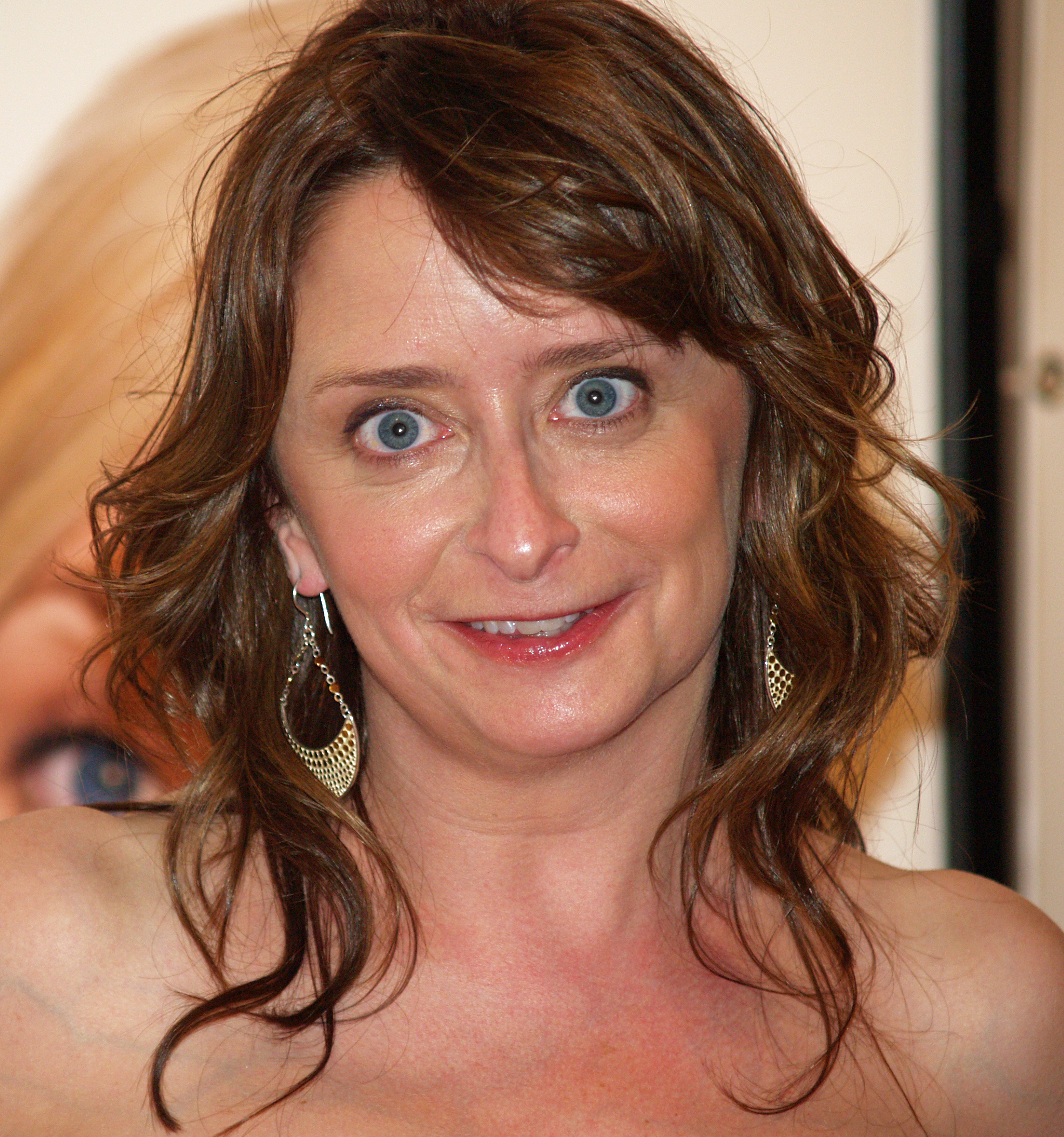
"Live Show" marca a primeira aparição de Rachel Dratch em 30 Rock desde a primeira temporada.

Rachel Dratch, parceira de longa data e companheira de comédia de Fey no SNL, foi originalmente escolhida para interpretar a personagem Jenna Maroney. Dratch interpretou o papel no episódio piloto original do seriado, nunca transmitido na televisão. No entanto, em Agosto de 2006, foi anunciado que a actriz Jane Krakowski iria substituir Dratch neste papel, com esta última interpretando várias personagens diferentes ao longo da série. Segundo Fey, Dratch era "melhor adaptada para interpretar uma variedade de personagens secundárias excêntricas," e o papel de Jenna era para ser desempenhado em "linha recta." "Ambos Tina e eu obviamente adoramos Rachel, e nós queríamos encontrar uma maneira na qual pudéssemos explorar a sua força," afirmou o produtor Lorne Michaels em entrevista à revista Variety. Em "Live Show," Dratch interpretou Jadwiga, a zeladora do TGS. Esta foi a oitava participação de Dratch na série e a primeira desde a primeira temporada, assim como o seu primeiro trabalho após ter dado parto a 24 de Agosto de 2010.
Em "Live Show", o actor e comediante Chris Parnell fez a sua 15.ª participação especial em 30 Rock a interpretar o Dr. Leo Spaceman. Assim como Dratch, Parnell também integrou o elenco do SNL, programa no qual Fey foi argumentista-chefe entre 1999 e 2006. Vários outros membros do elenco do SNL já fizeram uma participação em 30 Rock. Eles são: Fred Armisen, Kristen Wiig, Will Ferrell, Jimmy Fallon, Amy Poehler, Julia Louis-Dreyfus, Bill Hader, Jason Sudeikis, Tim Meadows, Molly Shannon, Siobhan Fallon Hogan, Gilbert Gottfried, Bobby Moynihan, Will Forte, Jan Hooks, Horatio Sanz, e Rob Riggle. Ambos Fey e Tracy Morgan fizeram parte do elenco principal do SNL, com Fey sendo ainda a apresentadora do segmento Weekend Update. Outros membros da equipa de 30 Rock que trabalharam em SNL são John Lutz, argumentista entre 2003 a 2010, e Steve Higgins, argumentista e produtor do SNL desde 1995. O actor Alec Baldwin apresentou o SNL por dezassete vezes, o maior número de episódios por qualquer personalidade.
"Live Show" teve outras conexões com o SNL: Bill Hader, Julia Louis-Dreyfus, e McCarthy-Miller são todos ex-alunos do SNL. Will Ferrell, também antigo membro do elenco do SNL, foi convidado a repetir o seu papel recorrente na sequência Bitch Hunter em "Live Show," mas acabaou por não participar devido a um conflito de agendamento. Além disso, este episódio foi filmado no Estúdio 8H, o mesmo usado para as transmissões ao vivo do SNL, diante de uma plateia ao vivo; a sequência final foi um discurso de boa noite pelo elenco; os créditos finais utilizaram a mesma fonte usada pelo SNL; e os vídeos promocionais que antecederam ao episódio foram narrados pelo locutor Don Pardo. A música para "Live Show" — tanto para as sequências do TGS e locação — foi fornecida ao vivo pela banda do SNL, sob a direcção do produtor executivo e sonoplasta Jeff Richmond e Leon Pendarvis. Além disso, Lorne Michaels, produtor executivo em 30 Rock e SNL, participou do ensaio e de ambas as performances para dar os seus conselhos.

## Enredo
Liz Lemon (Tina Fey) prepara-se para mais uma transmissão do TGS, mas está enraivecida pelos seus terem esquecido do seu quadragésimo aniversário. Tracy Jordan (Tracy Morgan) frustra-a ainda mais ao decidir quebrar a sua personagem na transmissão ao vivo do programa, em uma homenagem ao programa de variedades The Carol Burnett Show. A co-estrela de Tracy, Jenna Maroney (Jane Krakowski), está determinada a não deixar Tracy roubar-lhe o holofote, e declara que irá mostrar o seu mamilo caso Tracy não desista da ideia. Como o desenvolvimento do episódio corre mal pela falta de profissionalismo de ambos Tracy e Jenna, Liz vê-se forçada a fazer um intervalo, no qual são exibidos comerciais para o novo álbum de baladas eróticas para curar a disfunção eréctil do Dr. Leo Spaceman (Chris Parnell), e do anúncio de serviço público para cirurgia de transplante de mão do Dr. Drew Baird (Jon Hamm).
Enquanto isso, Jack Donaghy (Alec Baldwin) luta com a promessa que fez de não beber álcool durante a gravidez da sua namorada, como um acto de solidariedade para com ela. Ao invés de beber, ele faz tricô e aprende ilusionismo, mas descobre que a sua vontade de beber é tão forte ao ponto de o fazer cheirar latas de tinta, e respirar o ar da boca de Jenna apenas para sentir um cheiro de álcool. Durante a emissão ao vivo do TGS, Liz recebe um telefonema do seu namorado, o piloto Carol Burnett (Matt Damon), informando-lhe que ele está passando por uma turbulência extrema e pode perder o controle do seu avião.
Mais tarde, Jack conspira com o elenco e a equipa do TGS para dar à Liz um aniversário surpresa de última hora e dar a impressão de que tivesse sido planeado com antecedência. Entretanto, Carol consegue aterrar o seu avião com segurança e corre para cumprimentar Liz no estúdio do programa. Tudo o que pode se reunir a curto prazo é uma banda polca e um bolo grande com a imagem do Fonzie na sua parte superior — itens que foram destinados à comemoração do aniversário da zeladora Jadwiga (Rachel Dratch). Após descobrir isto, Jadwiga arruina o discurso de boa noite durante o encerramento do TGS e estraga o bolo, comendo-o com as suas mãos. Após isto, no escritório de Jack, ele e Liz compartilham uma bebida. Na cena final, quando Jack toma um golo de sua bebida, o programa reverte para o segmento pré-gravado, e Jack exclama: "That's more like it." O episódio termina com um discurso de boa noite ao vivo pelo elenco do episódio no palco do TGS, a la SNL.

## Transmissão e repercussão
Nos Estados Unidos, "Live Show" foi transmitido ao vivo pela NBC na noite de 14 de Outubro de 2010 como o 84.° episódio de 30 Rock.
Duas transmissões distintas foram realizadas, primeiro para os telespectadores na Costa Oriental do país e uma hora depois para a Ocidental. Os produtores de 30 Rock chegaram a considerar uma terceira transmissão para o Centro-Oeste, mas acabaram por votar contra a ideia.
Na análise dos melhores programas de televisão de 2010, o The A.V. Club posicionou 30 Rock no número dezoito, e citou "Live Show" como um dos melhores episódios do ano. Na lista dos "Melhores Episódios de 2010", o sítio The Futon Critic posicionou "Live Show" no número vinte. Por seu trabalho na direcção de "Live Show", Beth McCarthy-Miller recebeu uma nomeação para um Primetime Emmy Award na categoria "Melhor Direcção para Série de Comédia" em sua sexagésima sexta cerimónia anual, decorrida a 18 de Setembro de 2011. Infelizmente, ela perdeu para Michael Alan Spiller, pela direcção do episódio "Halloween", da segunda temporada do pseudodocumentário Modern Family.

### Audiência
Segundo as estatísticas publicadas pelo serviço de mediação de audiências Nielsen Ratings, "Live Show" foi assistido em seis milhões e 701 mil domicílios norte-americanos ao longo da sua transmissão original, uma melhoria de 37 por cento em relação ao episódio transmitido na semana anterior, "Let's Stay Together." Este foi o maior número de telespectadores atraído por um episódio da quinta temporada de 30 Rock, e a mais alta pela série desde "Don Geiss, America and Hope," episódio da quarta temporada transmitido a 18 de Março de 2010. No perfil demográfico dos telespectadores entre os dezoito aos 49 anos de idade, "Live Show" recebeu a classificação de 3,1 e nove de share, uma melhoria de 48 por cento em relação à semana anterior. O 3,1 refere-se a 3,1 por cento de todos os cidadãos de dezoito a 49 anos de idade nos Estados Unidos, enquanto o nove refere-se a nove por cento de todos os telespectadores de dezoito a 49 anos de idade assistindo televisão no país no momento da transmissão. Esta foi a classificação mais alta a ser alcançada pela NBC naquele horário de transmissão em dois anos, e a mais alta a ser atingida pelo seriado desde "Secret Santa," transmitido a 10 de Dezembro de 2009.
Na noite de 4 de Outubro de 2010, 30 Rock atraiu 48 por cento de telespectadores a mais em relação a Community, seriado transmitido meia-hora antes de si. Por entre os outros programas transmitidos no horário nobre daquela noite, 30 Rock ocupou o primeiro lugar no perfil demográfico dos telespectadores entre as idades de dezoito aos 34, enquanto no perfil bastante competitivo dos homens entre as idades de dezoito aos 49, foi o mais visto.

### Análises da crítica
| Críticas profissionais | Críticas profissionais |
| Avaliações da crítica  | Avaliações da crítica  |
| Fonte                  | Avaliação              |
| ---------------------- | ---------------------- |
| AOL                    | (positiva)             |
| Associated Press       | (negativa)             |
| The A.V. Club          | A                      |
| Boston Herald          | (negativa)             |
| Entertainment Weekly   | (positiva)             |
| New York Daily News    | (positiva)             |
| Time                   | (mista)                |
| Los Angeles Times      | (positiva)             |
| The Atlantic           | (positiva)             |

No seu julgamento para o jornal de entretenimento A.V. Club, o repórter Todd VanDerWerff condecorou o sentimento nostálgico de "Live Show," assim como a configuração de sitcom, considerando o episódio "uma experiência de sucesso, como um híbrido esquisito de 30 Rock, uma sitcom antiga, e Saturday Night Live." James Poniewozik, para a revista de notícias Time, sentiu que o episódio teve uma sensação irregular mas funcionou como um tributo para a televisão clássica. "... pode não ter sido o melhor episódio de 30 Rock; [...] filmado normalmente em película, teria sido uma história com os habituais Liz e Jack, e um sub-enredo simplesmente fraco de Jenna-está-zangada-com-Tracy," comentou ele. O crítico Bob Sassone, para a coluna televisiva TV Squad do portal AOL, ficou impressionado pelo desempenho de Fey e a imitação de Liz Lemon por Louis-Dreyfus. Annie Barret, para a revista de entretenimento Entertainment Weekly, descreveu o episódio como "SNL, mas engraçado," enquanto Henry Hanks, para o blogue The Marquee Blog do canal de televisão CNN, notou a "habilidade admirável dos artistas de manterem o ritmo que o distingue de um episódio de 30 Rock, mesmo com uma plateia ao vivo aplaudindo."
Embora tenha destacado a história do esquecimento do aniversário de Liz como o ponto mais alto do episódio na sua análise para o jornal New York Daily News, o contribuinte David Hinckley, no entanto, repreendeu o seriado por ter apostado "mais em cenas curtas e segmentos humorísticos" devido ao "medo de uma semelhança suspeituosa com o Saturday Night Live." Paige Wiser, para o tablóide norte-americano Chicago Sun-Times, vangloriou o retorno de Rachel Dratch ao seriado. A contribuinte Meredith Blake, no seu comentário para o jornal Los Angeles Times, sentiu que o episódio ao vivo funcionou para 30 Rock, e expressou vontade de ver a série a repetir o feito. Caitlan Smith, para o jornal The Atlantic, visualizou que "a mudança para o espaço do SNL definitivamente mudou a experiência visual do seriado" e elogiou ambas participações de Jon Hamm e Dratch.
Em um tom menos negativo, o jornalista Frazier Moore, da agência de notícias Associated Press, viu o episódio como "uma fatia super-aquecida de auto-indulgência" e um "excesso." Mark Perigard, do Boston Herald, descreveu o episódio como "assim-assim" devido ao seu "enredo monótono."